# مدرع عاري الذيل كبير
مدرع عاري الذيل كبير (الاسم العلمي: Cabassous tatouay) (بالإنجليزية: Greater Naked-tailed Armadillo)‏ هو نوع من الحيوانات يتبع جنس المدرع العاري الذيل من فصيلة المدرعات المتدثرة وأشباهها.